# Congerville (Illinois)
Congerville est un village situé au sud du comté de Woodford, dans l'Illinois, aux États-Unis,. Il est incorporé le 25 février 1960.

## Démographie
Lors du recensement de 2010, le village comptait une population de 474 habitants. Elle est estimée, en 2016, à 499 habitants.

### Source de la traduction
- (en) Cet article est partiellement ou en totalité issu de l’article de Wikipédia en anglais intitulé « Congerville, Illinois » (voir la liste des auteurs).